# Bryan Adams (album)
| Recensione      | Giudizio |
| --------------- | -------- |
| AllMusic        | [ 2 ]    |
| The Daily Vault | A        |

Bryan Adams è l'omonimo album di debutto da cantante rock canadese Bryan Adams, pubblicato il 12 febbraio 1980 dalla A & M Records.
(Jim Vallance)
Nei primi mesi del 1978, Bryan Adams ha collaborato con Jim Vallance (ex membro della band canadese Prism) per formare partenariato. La coppia ha firmato con la A & M come cantautori, non molto tempo prima che Adams intraprendesse la carriera musicale da solista come artista. Per tutto il 1979 ha lavorato all'album che è stato pubblicato all'inizio dell'anno seguente.
Il primo singolo è stato "Hidin' from Love", che nel 1980 raggiunse la 43ª posizione delle classifiche dance di Billboard, seguito da "Give Me Your Love" e "Remember". Anche se l'album non ha ricevuto alcuna notorietà negli Stati Uniti al suo debutto, è stato l'apriporta che ha portato ad ottenere airplay, un tour e il business della musica in generale, interessati al ventenne cantautore.
Il primo tour è stato interamente effettuato nei club e college del Canada. È stato durante questo periodo che Adams ha sviluppato le canzoni per l'album di svolta You Want It You Got It del 1981.
(Jim Vallance)

## Canzoni incise da altri artisti
La canzone "Wastin' Time" è stato originariamente scritta da Adams per Bachman-Turner Overdrive, ed è apparsa sul loro Rock n' Roll Nights album del 1979.
Nel 1982 "Hidin' from Love" e "Remember"  sono stati registrati dal gruppo britannico Rosetta Stone. La loro versione di "Hidin' from Love" ha raggiunto la 46ª posizione sulla canadese RPM 100 chart Singles.
Gli Scandal (Patty Smyth) ha registrato "Win Some, Lose Some" per il loro EP di debutto uscito nel 1982. È stato rilasciato come terzo singolo dell'album, ma non entrò in classifica.
Nel 1983 "State of Mind" è stato registrato da Bachelor of Hearts sul loro album  On the Boulevard.
Lisa Hartman ha registrato "Hidin' from Love" per il suo album Leterrock.

## Tracce
1. Hidin' From Love – 3:17 (Adams, Vallance, Kagna[10])
2. Win Some, Lose Some – 3:47 (Adams, Vallance, Kagna, Dean[11])
3. Wait and See – 3:05 (Adams, Willis)
4. Give Me Your Love – 2:54 (Adams)
5. Wastin' Time – 3:34 (Adams)
6. Don't Ya Say It – 3:21 (Adams, Vallance[12])
7. Remember – 3:41 (Adams, Vallance[13])
8. State of Mind – 3:15 (Adams, Vallance[14])
9. Try to See It My Way – 4:03 (Adams, Vallance[15])

## Personale & Collaboratori
- Bryan Adams - Chitarra, pianoforte, cantante, produttore discografico
- Jim Vallance - Basso, Batteria, chitarra elettrica, tastiere, produttore
- Jeff Baxter - Chitarra
- Peter Bjerring - Basso, tastiere
- Jim Clench - Basso
- Dick Heckstall-Smith - Percussioni
- David Hungate - Basso, tastiere
- Gene Meros - Sassofono
- Marek Norman - pianoforte
- Colina Phillips - Cori
- Tom Szczesniak - Basso
- Fred Turner - Basso
- Sharon Williams - Cori
- Mike Reese - Mastering
- Bob Schaper - audio mixing
- Hayward Parrott - Tecnico di registrazione
- Alan Perkins, Geoff Turner - Tecnico di registrazione addizionale
- Mark Hanauer - Fotografo

## Classifiche
| Classifica (1980) | Posizione massima |
| ----------------- | ----------------- |
| Canada (RPM)      | 69                |

## Tour 1980-1981
| Numero | Data     | Luogo                                                                           | Bandiera               | Nazione               |
| ------ | -------- | ------------------------------------------------------------------------------- | ---------------------- | --------------------- |
| 1      | 24/04/80 | Citrus Bowl Winter Haven, Orlando, FL - (con Aerosmith, Journey, e Sammy Hagar) | Stati Uniti (bandiera) | Stati Uniti d'America |
| 2      | 02/06/80 | The Savoy Pub, Vancouver, BC                                                    | Canada (bandiera)      | Canada                |
| 3      | 19/06/80 | Frankie & Johnny's, Calgary, AB                                                 | Canada (bandiera)      | Canada                |
| 4      | 20/06/80 | Frankie & Johnny's, Calgary, AB                                                 | Canada (bandiera)      | Canada                |
| 5      | 21/06/80 | Frankie & Johnny's, Calgary, AB                                                 | Canada (bandiera)      | Canada                |
| 6      | 04/11/80 | Lucifer's Nightclub, Calgary, AB                                                | Canada (bandiera)      | Canada                |
| 7      | 05/11/80 | Lucifer's Nightclub, Calgary, AB                                                | Canada (bandiera)      | Canada                |
| 8      | 06/11/80 | Lucifer's Nightclub, Calgary, AB                                                | Canada (bandiera)      | Canada                |
| 9      | 02/10/80 | Commodore Ballroom, Vancouver, BC                                               | Canada (bandiera)      | Canada                |
| 10     | 24/11/81 | Frankie & Johnny, Calgary, AB                                                   | Canada (bandiera)      | Canada                |
| 11     | 25/11/81 | Frankie & Johnny, Calgary, AB                                                   | Canada (bandiera)      | Canada                |
| 12     | 26/11/81 | Frankie & Johnny, Calgary, AB                                                   | Canada (bandiera)      | Canada                |
| 13     | 27/10/81 | El Mocambo, Toronto, ON                                                         | Canada (bandiera)      | Canada                |